# مناطق نظامی
منطقه نظامی (به انگلیسی: Military district) (که مناطق نظامی نیز نامیده می‌شوند) تشکیلاتی از نیروهای مسلح یک کشور (اغلب نیروی زمینی) هستند که مسئول یک منطقه خاص از قلمرو می‌باشند. این مناطق نظامی اغلب مسئول امور اداری هستند تا عملیاتی و در کشورهایی که نیروهای وظیفه دارند، اغلب بخش‌هایی از چرخه خدمت وظیفه را مدیریت می‌کنند.
در دهه‌های اخیر، نیروهای دریایی نیز از مدل مشابهی استفاده کرده‌اند، با سازمان‌هایی مشابه تقسیم‌بندی نیروهای زمینی، که برای نمونه می‌توان از مناطق دریایی ایالات متحده نام برد. تعدادی از نیروهای دریایی در آمریکای جنوبی نیز در مقاطع زمانی مختلف، از مناطق دریایی استفاده کرده‌اند.